# Micranthemum umbrosum
Micranthemum umbrosum là một loài thực vật có hoa trong họ Mã đề. Loài này được (J.F.Gmel.) S.F.Blake mô tả khoa học đầu tiên năm 1915.

## Hình ảnh

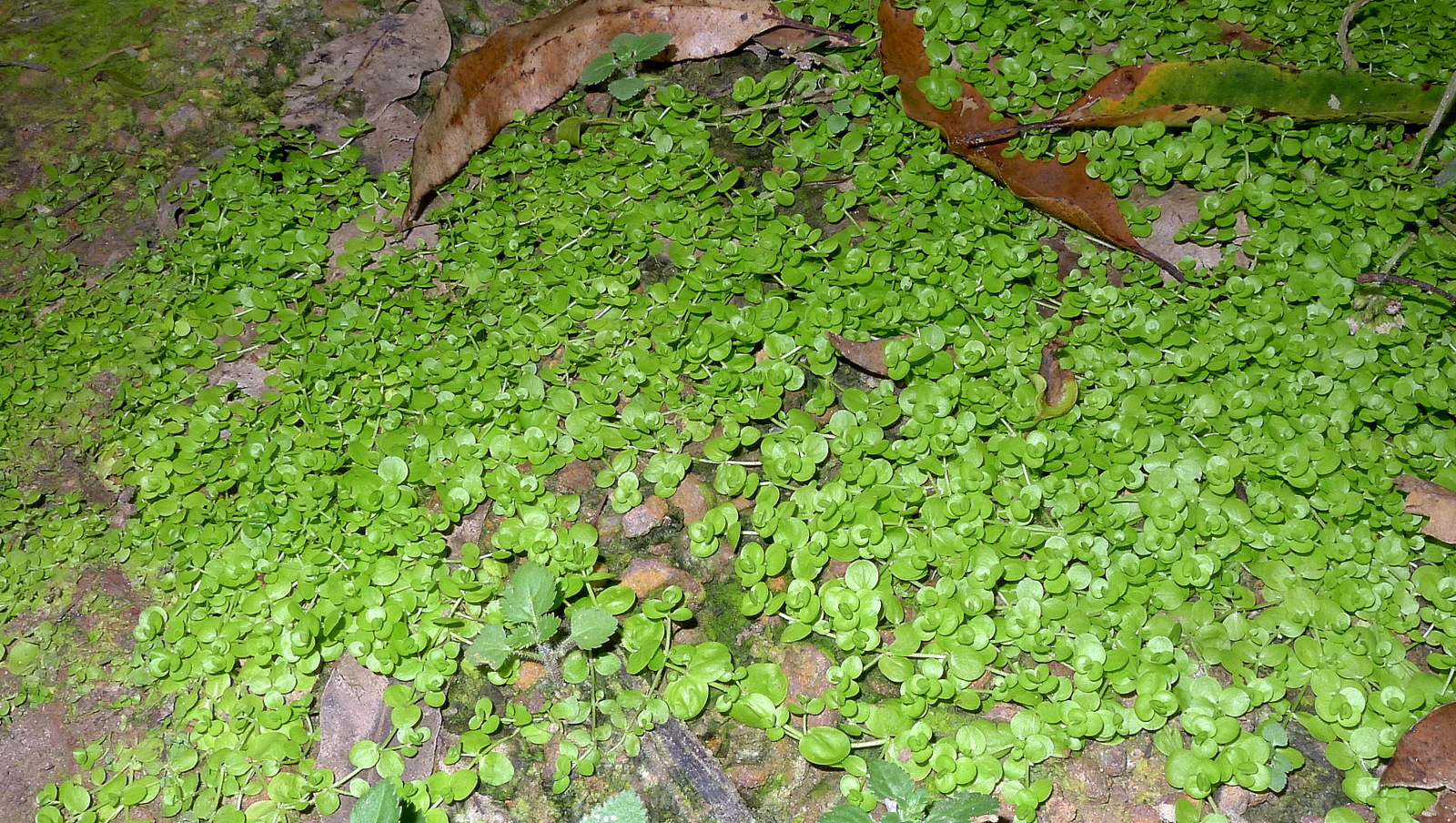
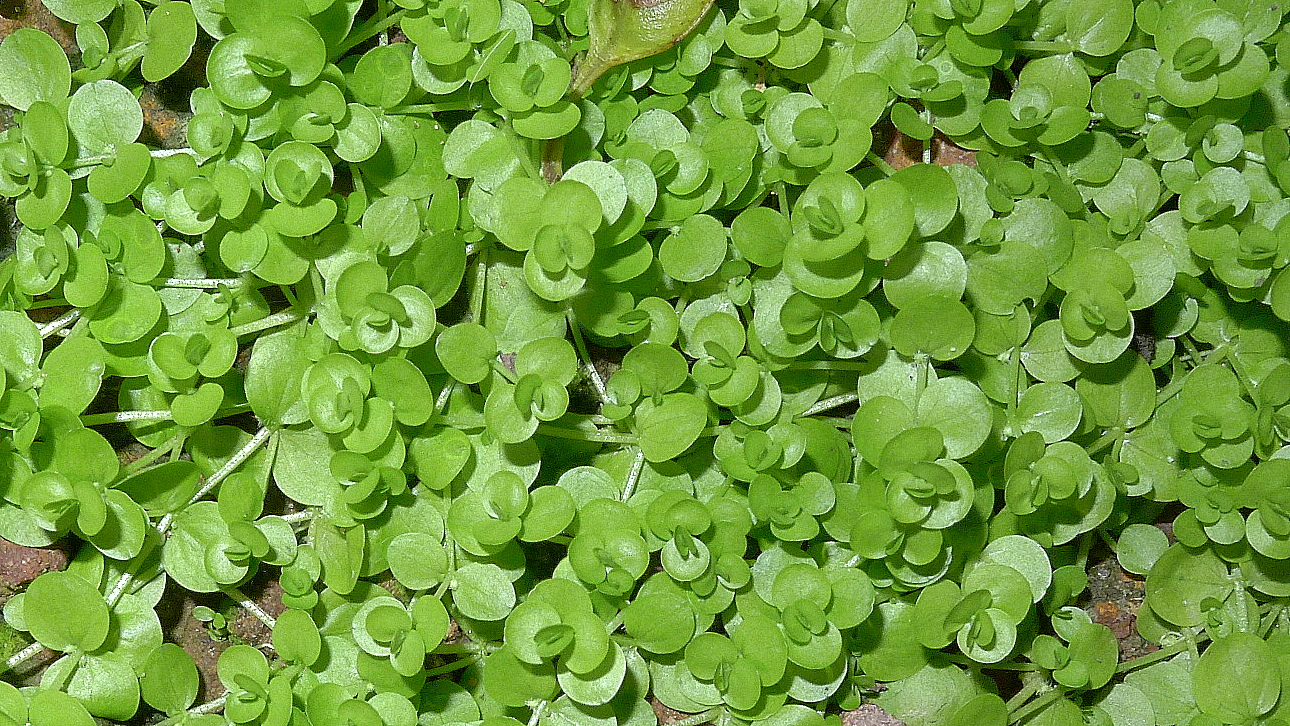
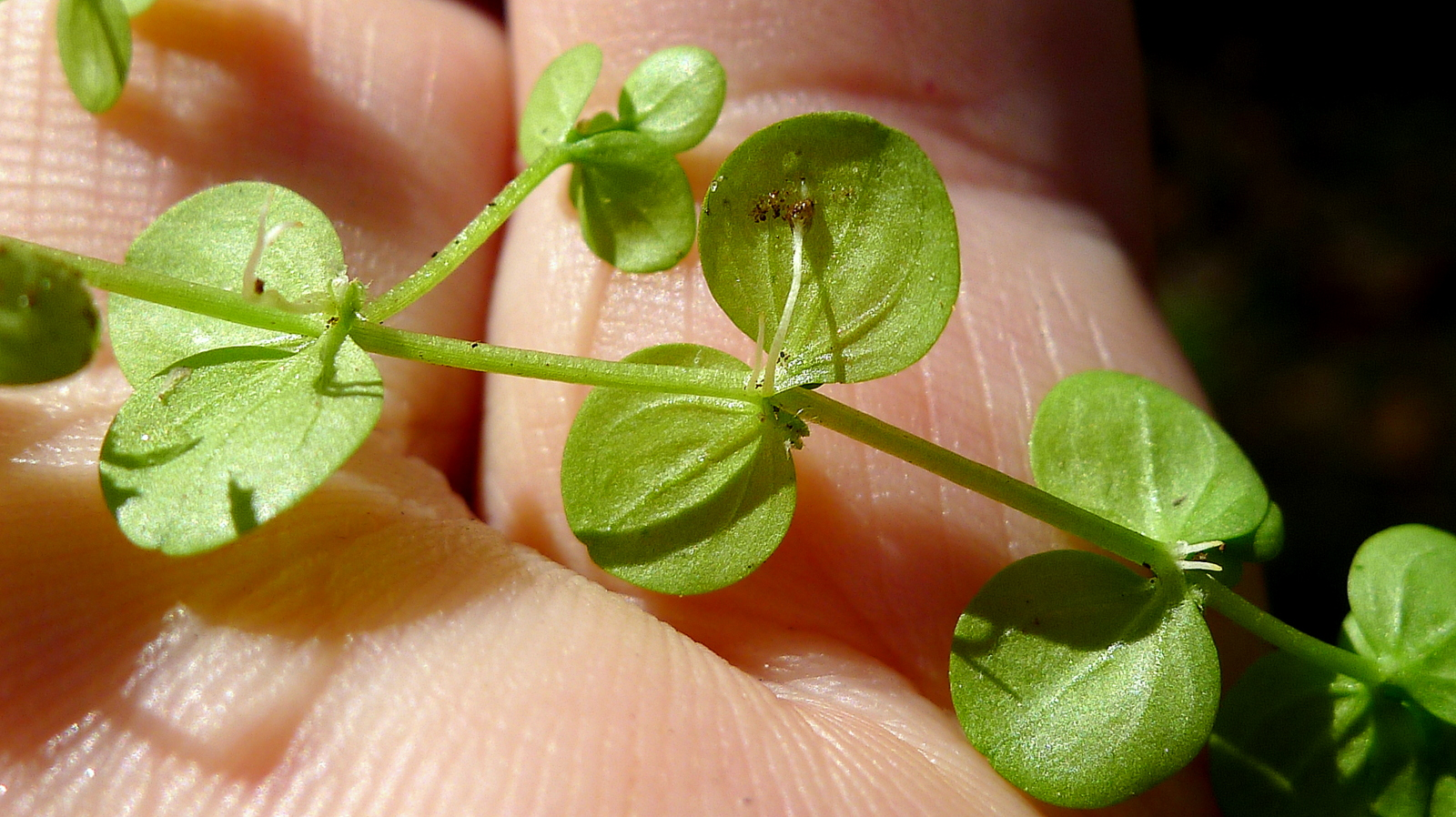
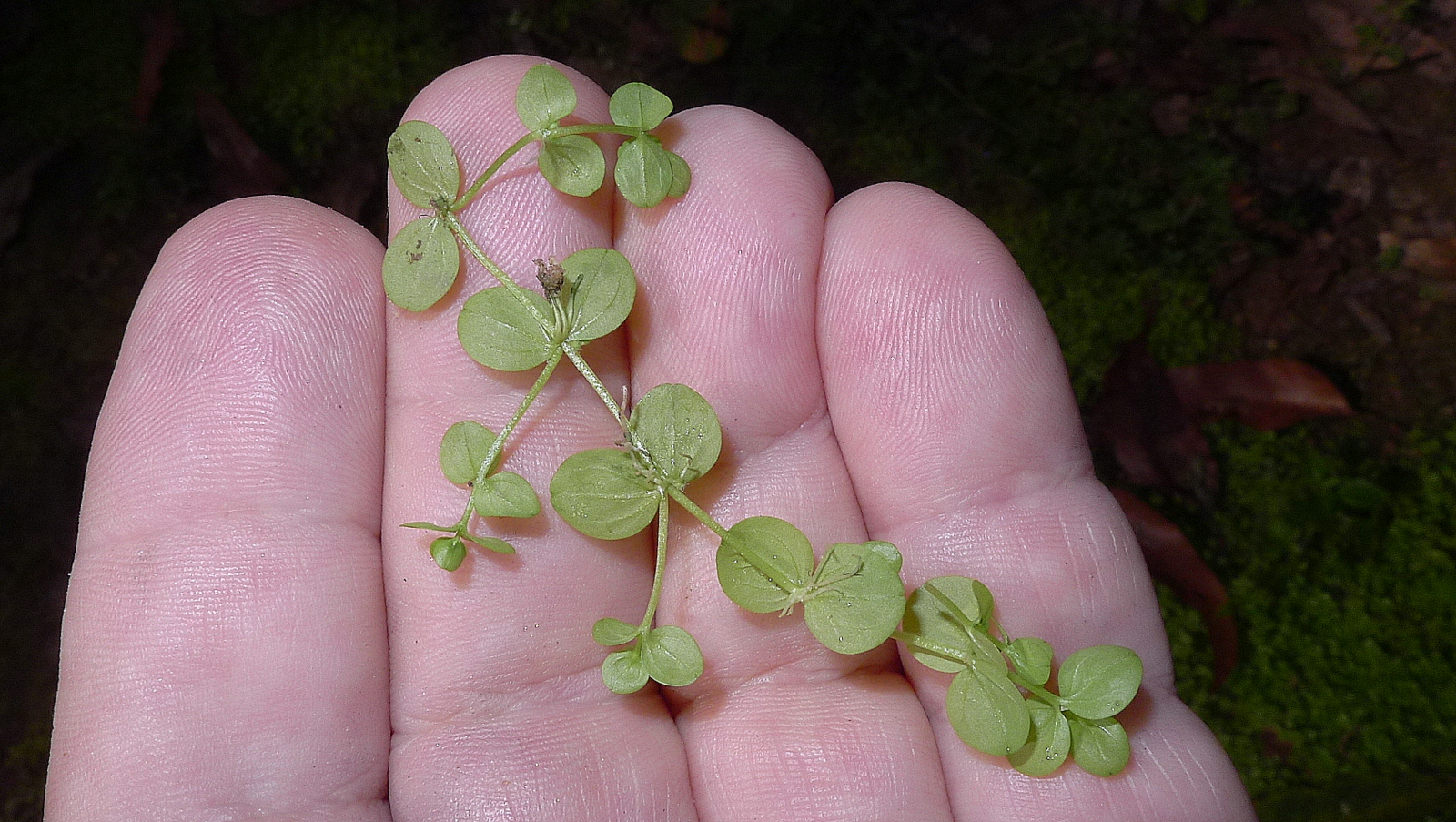